# Sèmè-Kpodji
Pour les articles homonymes, voir Podji.
Sèmè-Podji est une commune et une ville du sud-est du Bénin, chef-lieu et préfecture du département de Ouémé.

## Géographie

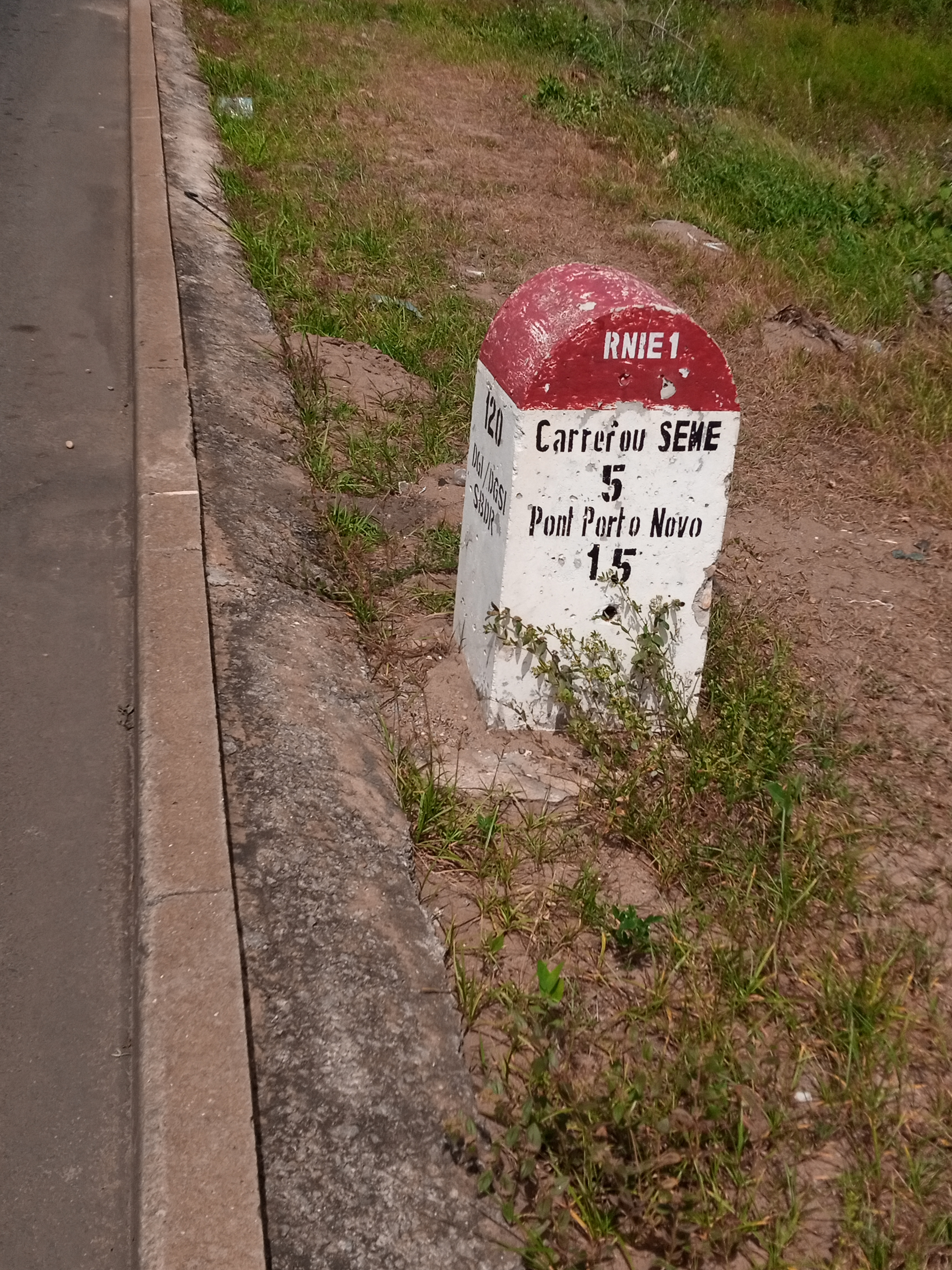
Borne kilométrique sur la RNIE 1.

### Localisation
Limitée au sud par l'Océan Atlantique, à l'est par le Nigeria, à l'ouest par la commune de Cotonou et au nord par les communes de Porto-Novo et d'Aguégués, la commune de Sèmè-Podji a une superficie de 250 km2.

### Relief
Sèmè-Podji est située dans une plaine de faible altitude, comprise entre 0 et 6 m. Elle est entourée de plusieurs plans d'eau : océan Atlantique, lagune de Porto-Novo, fleuve Ouémé et lac Nokoué.

### Climat
La commune de Sèmè-Podji est dotée d'un climat soudano-guinéen caractérisé par deux saisons sèches (décembre-février et août-septembre) et deux saisons pluvieuses (avril-juillet et octobre-novembre). La température annuelle est en moyenne de 27 °C. C'est l'une des zones les plus arrosées du Bénin, avec des précipitations moyennes de l'ordre de 1 100 mm par an.

## Démographie
La population de Sèmè-Podji s’accroit continuellement du fait des immigrants en provenance de Cotonou (dont le rythme de croissance se trouve freiné et qui devient petit à petit une ville simplement administrative, industrielle et commerciale) et des autres départements du Bénin. En dix ans, la population de Sèmè-Podji a quasiment doublé passant de 115 238 habitants en 2002 à 224 207 habitants en 2013, soit un taux annuel d’accroissement intercensitaire de 6,24 %.
Les ethnies dominantes sont les Xwla, les Goun, les Tori, les Yoruba et les Fon, auxquelles s'ajoutent les immigrants ibo venus du Nigeria pour le commerce.

## Administration

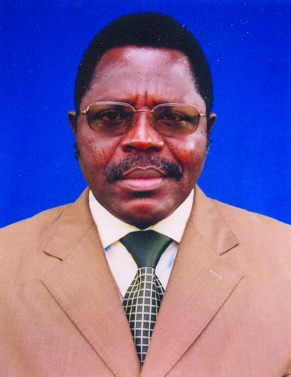
Mathias Gbèdan ancien maire de Sèmè

Sèmè-Podji est composé de six arrondissements et de 55 villages ou quartiers de ville.
La commune a été administrée notamment par les maires suivants :
- 1990-1995 : Étienne Ahouanka
- 1995-1996 : Chérifatou Alao Nahoum
- 1996-1998 : Bérénice Djengué
- 1998-2003 : Alex Sagbohan
- 2003-2015 : Mathias Gbedan
- 2015-2017 : Charlemagne Honfo

## Économie

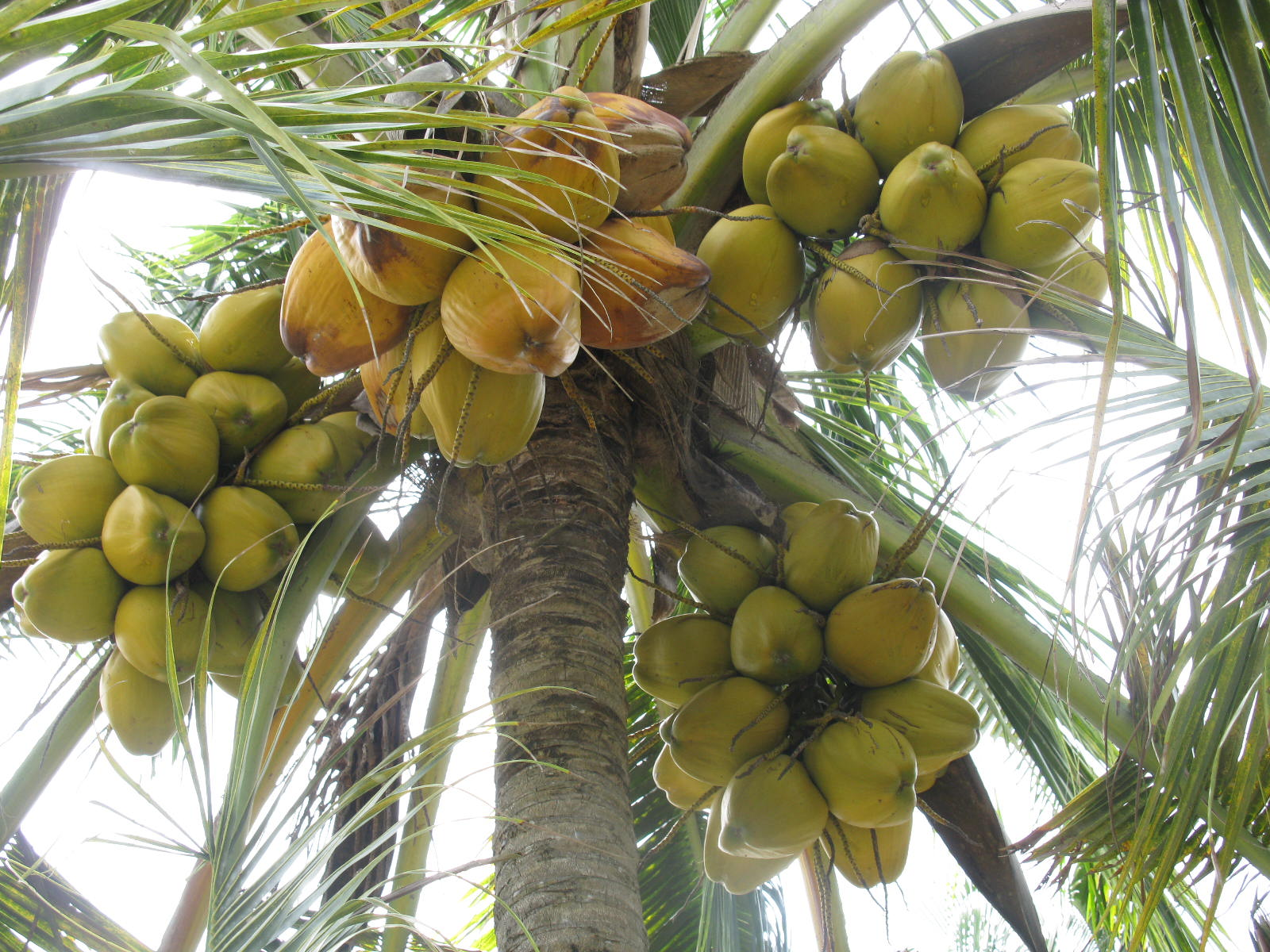
Cocotiers chargés.

La commune dispose de plusieurs atouts grâce à ses terres, sa proximité avec le Nigéria et le fleuve Ouémé. L'activité économique repose sur l'agriculture et l'élevage, la pêche et le commerce.
La population pratique à la fois des cultures vivrières (manioc, maïs, patate douce, riz, niébé et arachide), des cultures maraîchères (tomate, piment, gombo, légumes) et des cultures de rente, telles que la canne à sucre ou les cocotiers.

L'élevage est principalement celui des porcs – relativement moderne –, qui constitue une source considérable de revenus des ménages. Mais, de façon plus traditionnelle, on rencontre aussi des volailles, des bovins et ovins, des caprins, des lapins et des aulacodes. Leur alimentation se fait souvent sur les espaces herbeux sous les cocotiers.

Cependant les habitants de Sème-Podji pratiquent principalement la pêche et la pisciculture, sous différentes formes.

L'industrie est encore assez peu développée. Le commerce, surtout informel, est assez diversifié.

## Culture et patrimoine

### Religion

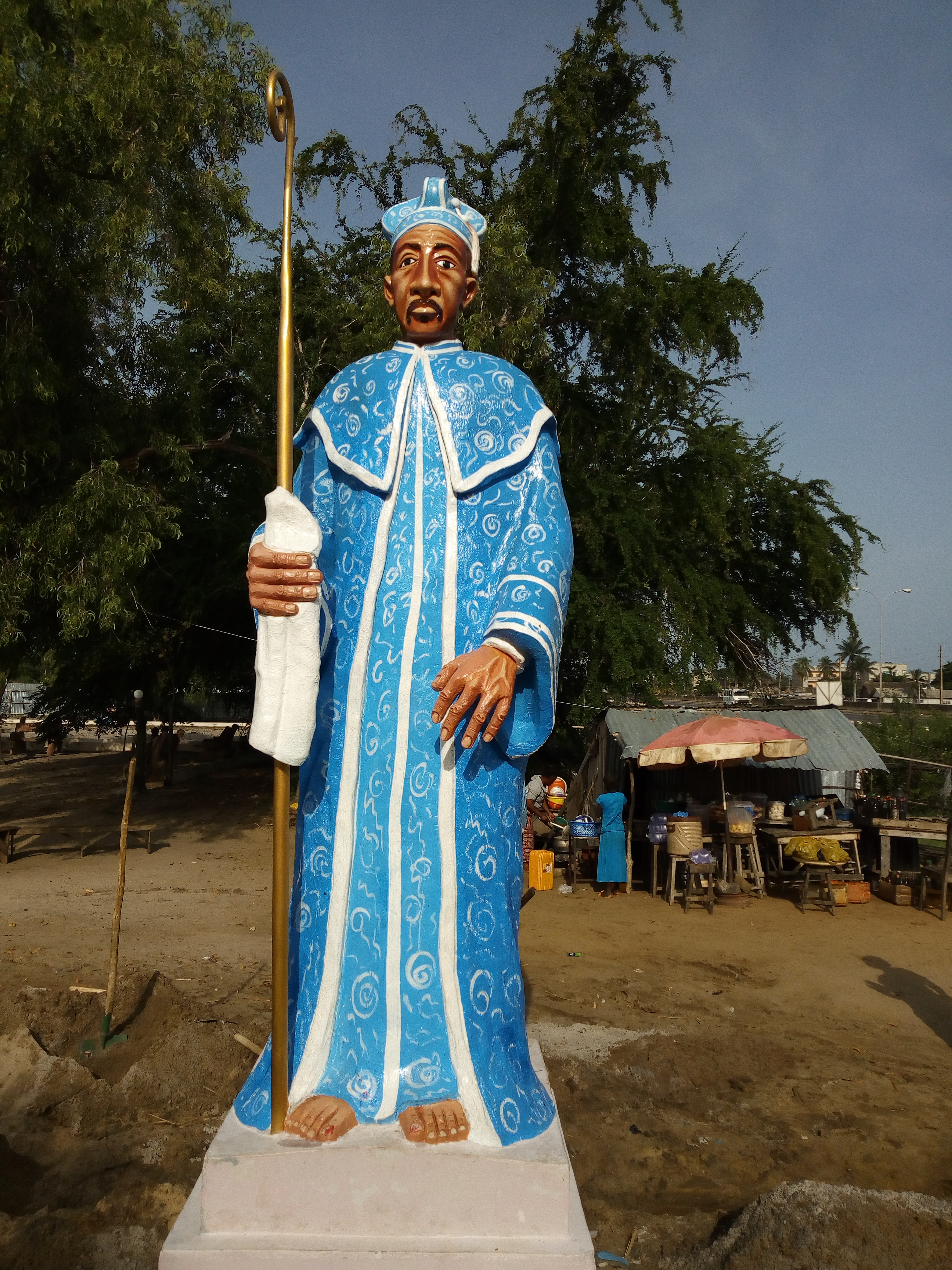
Statue du pasteur Oshoffa à l'entrée d'un lieu de pèlerinage de l'Église du christianisme céleste.

La religion traditionnelle, en particulier la vénération des divinités vaudou, est pratiquée par la majorité de la population, à titre principal ou en complément d'autres croyances. Le christianisme est très présent sous ses différentes facettes : catholicisme, protestantisme, Église du christianisme céleste. L'islam, surtout pratiqué par les immigrants, est minoritaire.

## Flore et faune
Le territoire de la commune appartient au secteur phytogéographique guinéen côtier à végétation rase, clairsemée, formée principalement d’halophytes. 
Du fait de l'action de l'homme (agriculture, bois de chauffe et de construction), la végétation naturelle ne subsiste que sporadiquement ou sous forme de touffes éparses. Il s'agit surtout d'arbres et d'arbustes, tels que Zanthoxylum zanthoxyloides, Chrysobalanus icaco et Dialium guineense.